# Walid Cherfa
Walid Cherfa (en arabe : وليد شرفة) est un footballeur franco-algérien né le 24 février 1986 à Toulouse (Haute-Garonne, France) et évoluant au poste de défenseur gauche.

## Biographie
Il fait ses débuts dans le championnat de France avec le Toulouse Football Club lors de la saison 2006-2007. Il joue son premier match professionnel le 13 janvier 2007 contre l'Olympique lyonnais (victoire 2-0).
Pour la saison 2007-2008, il est prêté au Tours Football Club, club jouant en National.
Pour la saison 2008-2009, il rejoint le club espagnol du Gimnàstic de Tarragone en D2 espagnol. Il y reste deux saisons avant de signer pour le Gérone FC toujours en seconde division.
En décembre 2010, il signe un contrat de 2 ans en faveur du club d'Albacete.
À noter qu'il est le jeune frère de Sofyane Cherfa, également joueur de football professionnel.

## Statistiques
- 2006-2007 : Toulouse FC (4 matchs en L1)
- 2007-2008 : Tours FC (27 matchs en National)
- 2008-2010 : Nastic Tarragona (29 matchs en D2 espagnole)
- 2010 : Girona FC (D2 espagnole)
- 2010-2011 : Albacete (9 matchs en D2 espagnole)